# LIV Golf
LIV Golf ist eine professionelle Golf-Tour. Sie wurde 2022 mit der Unterstützung des Public Investment Fund, der Staatsfonds von Saudi-Arabien, gegründet. Die Golftour konkurriert mit der PGA Tour (USA) und der DP World Tour (Europa) und bietet wesentlich höhere Preisgelder.
Der Name LIV bezieht sich auf die Gesamtzahl der Löcher, die bei jedem Turnier zu spielen sind (54 in römischen Ziffern, was 3 Runden à 18 Löcher entspricht), im Gegensatz zu den üblichen 72 Löchern (4 Runden à 18 Löcher) bei anderen Touren. Alternativ ist 54 der Score, den man erzielt, wenn man auf einer Par-72-Bahn an jeder Bahn ein Birdie erzielt.
Das Aufkommen der LIV Tour 2022 wurde von der PGA Tour und der DP World Tour kritisch kommentiert und Spieler, die sich auf der LIV Tour einschrieben, wurden von der PGA Tour und der DP World Tour ausgeschlossen. Anfang Juni 2023 wurde der Konflikt über Preisgeldzahlung und Spielberechtigungen anscheinend beseitigt, als eine Fusion der LIV Tour mit der PGA Tour und der DP World Tour bekannt gegeben wurde.

## 2022 LIV Golf Invitational Series
Im März 2022 gab der CEO von LIV Golf, der ehemalige Profigolfer und ehemalige Weltranglistenerster Greg Norman, den Zeitplan für die erste Saison der „LIV Golf Invitational Series“ bekannt. Dieses besteht aus acht Turnieren, die über 54 Golfbahnen ohne Cut gespielt werden. Jedes Turnier bestand aus einem Field von 48 Spielern, die in 12 Teams von je vier Spielern einsortiert wurden. Die Gesamtsumme der Preisgelder belief sich auf 255 Millionen Dollar.
| Nr. | Datum         | Kurs                                | Ort                   | Preisgeld ($) | Preisgeld ($) | Sieger           | Sieger       | Anmerkungen |
| Nr. | Datum         | Kurs                                | Ort                   | Einzel        | Team          | Einzel           | Team         | Anmerkungen |
| --- | ------------- | ----------------------------------- | --------------------- | ------------- | ------------- | ---------------- | ------------ | ----------- |
| 1   | 11. Juni      | Centurion Club                      | London, UK            | 20 000        | 5 000         | Charl Schwartzel | Stingers GC  |             |
| 2   | 3. Juli       | Pumpkin Ridge Golf Club             | Portland, USA         | 20 000        | 5 000         | Branden Grace    | 4 Aces GC    |             |
| 3   | 31. Juli      | Trump National Golf Club Bedminster | Bedminster, USA       | 20 000        | 5 000         | Henrik Stenson   | 4 Aces GC    |             |
| 4   | 4. September  | The International Golf Club         | Boston, USA           | 20 000        | 5 000         | Dustin Johnson   | 4 Aces GC    |             |
| 5   | 18. September | Rich Harvest Farms                  | Chicago, USA          | 20 000        | 5 000         | Cameron Smith    | 4 Aces GC    |             |
| 6   | 9. Oktober    | Stonehill                           | Bangkok, Thailand     | 20 000        | 5 000         | Eugenio Chacarra | Fireballs GC |             |
| 7   | 16. Oktober   | Royal Greens Golf & Country Club    | Jeddah, Saudi-Arabien | 20 000        | 5 000         | Brooks Koepka    | Smash GC     |             |
| 8   | 30. Oktober   | Trump National Doral Miami          | Miami, USA            | 30 000        | 50 000        | n/a              | 4 Aces GC    | Teamturnier |

## 2023 LIV Golf Invitational Series
Für die Saison 2023 wurde der Turnierkalender um sechs auf 14 Turniere erweitert, wobei erstmals Wettbewerbe in Australien, Mexiko, Singapur und Spanien stattfinden. Die Teams wurden 2023 für das gesamte Jahr gebildet, ein Wechsel von Turnier zu Turnier ist nicht mehr möglich. Mito Pereira und Sebastián Muñoz wurden als neue Spieler auf der LIV Tour vorgestellt.
| Nr. | Datum               | Kurs                             | Ort                        | Preisgeld ($) | Preisgeld ($) | Sieger             | Sieger       | Anmerkungen                     |
| Nr. | Datum               | Kurs                             | Ort                        | Einzel        | Team          | Einzel             | Team         | Anmerkungen                     |
| --- | ------------------- | -------------------------------- | -------------------------- | ------------- | ------------- | ------------------ | ------------ | ------------------------------- |
| 01  | 24.–26. Februar     | El Camaleón Golf Club            | Playa del Carmen, Mexiko   | 20 000        | 5 000         | Charles Howell III | Crushers GC  | Turnier auch Teil der MENA-Tour |
| 02  | 17.–19. März        | The Gallery Golf Club            | Tucson, USA                | 20 000        | 5 000         | Danny Lee          | Fireballs GC | Turnier auch Teil der MENA-Tour |
| 03  | 31. März – 2. April | Orange County National           | Orlando, USA               | 20 000        | 5 000         | Brooks Koepka      | Torque GC    | Turnier auch Teil der MENA-Tour |
| 04  | 21.–23. April       | The Grange Golf Club             | Adelaide, Australien       | 20 000        | 5 000         |                    |              |                                 |
| 05  | 28.–30. April       | Sentosa Golf Club                | Singapur                   | 20 000        | 5 000         |                    |              |                                 |
| 06  | 12.–14. Mai         | Cedar Ridge Country Club         | Broken Arrow, USA          | 20 000        | 5 000         |                    |              |                                 |
| 07  | 26.–28. Mai         | Trump National Golf Club         | Washington, D.C., USA      | 20 000        | 5 000         |                    |              |                                 |
| 08  | 30. Juni – 2. Juli  | Valderrama Golf Club             | Sotogrande, Spanien        | 20 000        | 5 000         |                    |              |                                 |
| 09  | 7.–9. Juli          | Centurion Club                   | London, England            | 20 000        | 5 000         |                    |              |                                 |
| 10  | 4.–6. August        | The Old White Course             | White Sulphur Springs, USA | 20 000        | 5 000         |                    |              |                                 |
| 11  | 11.–13. August      | Trump National Golf Club         | Bedminster, USA            | 20 000        | 5 000         |                    |              |                                 |
| 12  | 22.–24. September   | Rich Harvest Farms               | Sugar Grove, USA           | 20 000        | 5 000         |                    |              |                                 |
| 13  | 20.–22. Oktober     | Trump National Doral Miami       | Miami, USA                 | 20 000        | 5 000         |                    |              |                                 |
| 14  | 3.–5. November      | Royal Greens Golf & Country Club | Dschidda, Saudi-Arabien    | 30 000        | 50 000        |                    |              |                                 |

## 2024 LIV Golf League
Die Saison 2024 der LIV Tour umfasst wie im Vorjahr 14 Turniere. Es treten 54 Spieler sowie Ersatzspieler in 13 Teams an.